# Jockel Finck
Jockel Finck (* 26. März 1962 in Einbeck; † 28. Januar 2006 in Traunstein) war ein deutscher Fotojournalist und Pressefotograf.

## Leben
Jockel Finck startete seine Karriere von 1983 bis 1986 zunächst als freischaffender Fotoreporter bei der Tageszeitung "Neue Presse" in Hannover. 1986 wechselte er als Agenturfotograf zu AP nach Hamburg und ab 1989 nach Berlin, wo er den Fall der Berliner Mauer eindrucksvoll dokumentierte. Von 1991 bis 1992 arbeitete Jockel Finck als festangestellter Boulevard-Fotograf bei der mittlerweile eingestellten ostdeutschen "Super-Zeitung".
Für Associated Press (AP) war er weltweit in Kriegs- und Krisenregionen wie auf dem Balkan (vor allem in Sarajevo während des Balkankrieges im zerfallenden Jugoslawien), im Golfkrieg und im Nordirak und Bagdad. Seine Bilder vom Erdbeben in der iranischen Stadt Bam, von der Flutkatastrophe in Mosambik und vom Eisenbahnunglück in Eschede gingen um die Welt. In den letzten Jahren wurde er auch mit Porträts zahlreicher Persönlichkeiten, Stars und Sternchen bekannt.
Seine Bilder finden sich in allen renommierten Printmedien von Stern über New York Times bis Time Magazine, vor allem aber in vielen deutschen Tageszeitungen.
Der 43-jährige Finck starb an den Folgen eines Herzinfarktes und hinterlässt eine Frau und drei Kinder.